# Hypatia delecta
Hypatia delecta är en fjärilsart som beskrevs av Butler 1896. Hypatia delecta ingår i släktet Hypatia och familjen björnspinnare. Inga underarter finns listade i Catalogue of Life.